# Corrimiento al rojo fotométrico
Un corrimiento al rojo fotométrico (en Inglés Photometric redshift) es una estimación de la velocidad de recesión de un objeto astronómico, como una galaxia o un cuásar, realizada sin medir su espectro. La técnica utiliza la fotometría (es decir, el brillo del objeto visto a través de varios filtros estándar, cada uno de los cuales deja pasar una banda de paso relativamente amplia de colores, como luz roja, luz verde o luz azul) para determinar el corrimiento al rojo y, por lo tanto, , a través de la ley de Hubble-Lemaître, la distancia, del objeto observado.

## Descripción

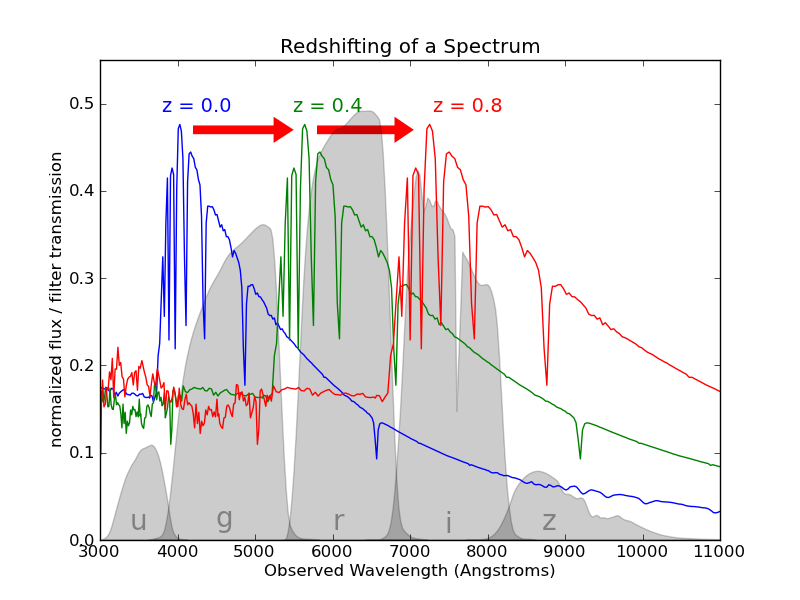
Las líneas de colores muestran el espectro de Vega con diferentes corrimientos al rojo. Las áreas grises muestran los anchos de banda de los filtros utilizados en la encuesta SDSS. en corrimiento al rojo.

La técnica se desarrolló en la década de 1960, pero fue reemplazada en gran parte en las décadas de 1970 y 1980 por corrimientos al rojo espectroscópicos, usando la espectroscopia para observar la frecuencia (o longitud de onda) de líneas espectrales características y medir el cambio de estas líneas desde sus posiciones de laboratorio. . La técnica de corrimiento al rojo fotométrico ha vuelto a ser de uso generalizado desde el año 2000, como resultado de grandes estudios del cielo realizados a fines de la década de 1990 y en la década de 2000, que detectaron una gran cantidad de objetos tenues con alto corrimiento al rojo, y las limitaciones de tiempo del telescopio significan que solo una pequeña fracción de estos pueden ser observados por espectroscopía. Los corrimientos al rojo fotométricos se determinaron originalmente calculando los datos observados esperados de un espectro de emisión conocido en un rango de corrimientos al rojo. La técnica se basa en que el espectro de radiación que emite el objeto tiene características fuertes que pueden ser detectadas por los filtros relativamente toscos.
Como los filtros fotométricos son sensibles a un rango de longitudes de onda y la técnica se basa en hacer muchas suposiciones sobre la naturaleza del espectro en la fuente de luz, los errores para este tipo de mediciones pueden variar hasta δz = 0.5 y son mucho menos confiables. que las determinaciones espectroscópicas. En ausencia de suficiente tiempo de telescopio para determinar un corrimiento al rojo espectroscópico para cada objeto, la técnica de corrimientos al rojo fotométricos proporciona un método para determinar una caracterización al menos cualitativa de un corrimiento al rojo. Por ejemplo, si un espectro similar al Sol tuviera un corrimiento al rojo de z = 1, sería más brillante en el infrarrojo que en el color amarillo verdoso asociado con el pico de su espectro de cuerpo negro, y la intensidad de la luz se reducirá en el filtrar por un factor de dos (es decir, 1+z) (consulte la corrección K para obtener más detalles sobre las consecuencias fotométricas del corrimiento al rojo).
Se han desarrollado otros medios para estimar el corrimiento hacia el rojo basados en cantidades observadas alternativas, como por ejemplo los corrimientos hacia el rojo morfológicos aplicados a cúmulos de galaxias que se basan en medidas geométricas. En los últimos años, se han utilizado métodos estadísticos bayesianos y redes neuronales artificiales para estimar corrimientos hacia el rojo a partir de datos fotométricos.